# Wapen van Waddinxveen

Wapen van Waddinxveen

Het wapen van Waddinxveen is op 24 juli 1816 bij Koninklijk Besluit toegekend aan de gemeente Waddinxveen. Deze gemeente bestond op dat moment echter niet. Waddinxveen was tussen 1815 en 1818 gesplitst in Noord- en Zuid Waddinxveen, en pas in 1870 weer samengevoegd. Het wapen is gevoerd door Noord Waddinxveen. Het gemeentewapen dateert uit 1816, toen dezelfde Hoge Raad van Adel aan Waddinxveen het bezit van haar eigen wapen bevestigde. Over de betekenis van de twee sleutels in de vlag en het gemeentewapen wordt het volgende gezegd: In het oude dorp, dat rond 1300 is ontstaan, is in 1340, aan de huidige Kerkweg west een kerk gebouwd. Deze kerk kreeg van het bisdom Utrecht de patroon Sint Pieter toegewezen en werd vervolgens de Petruskerk genoemd. Omdat omstreeks diezelfde tijd ook in Leiden een kerk werd gebouwd, die eveneens Sint Pieter als patroon kreeg toegewezen, besloot het bisdom deze twee kerken te verenigen in een wapen, wat gesymboliseerd werd door twee gekruiste sleutels. Zowel Waddinxveen als Leiden draagt deze sleutels nog in het wapen. De Petruskerk is in 1574 overgegaan naar de protestanten.

## Blazoenering
De beschrijving is als volgt: "Van goud beladen met 2 sleutels geplaatst en sautoir, waarop een ijzer geplaatst en fasce, alles van sabel." Niet beschreven is de kroon met vijf bladeren.
N.B. in de heraldiek worden de kleuren op een andere manier benoemd dan in het dagelijkse leven. De kleuren in het schild zijn: goud (geel) en sabel (zwart).